# Cratere Danute
Danute  è un cratere sulla superficie di Venere.